# پیشه: میان زمین و آسمان
پیشه: میان زمین و آسمان (فرانسوی: Piché, entre ciel et terre‎) که با نام پیشه: فرود یک مرد (انگلیسی: Piché: The Landing of a Man) هم شناخته می‌شود، یک فیلم درام کانادایی است که در سال ۲۰۱۰ منتشر شد. از بازیگران این فیلم می‌توان به میشل کُـته، ماکسیم لوفلاگه، ایزابل گرار و نورمان دامور اشاره کرد.
این فیلم بر پایهٔ زندگی واقعی روبر پیشه خلبان مشهور کانادایی ساخته شده که موفق شد ایرباس ای۳۳۰ پرواز شمارهٔ ۲۳۶ ایر ترنست را با ۳۰۶ مسافر و با چهار موتور از کارافتاده، به‌سلامت در مجمع‌الجزایر آزور فرود آورد.